# Universidad Federal de los Urales
La Universidad Federal de los Urales en honor al primer presidente de Rusia B.N. Yeltsin (en ruso: Уральский федеральный университет имени первого Президента России Б.Н. Ельцина, Uralʹskiĭ federalʹnyĭ universitet imeni pervogo Prezidenta Rossii B.N. Yelʹtsina; a menudo abreviada con sus siglas UrFU) es una institución de enseñanza superior situada en Ekaterimburgo, Rusia. Es una de las instituciones federal de enseñanza superior más importantes de Rusia y fue fundada en 1920 y adherida en 2011 con la Universidad Estatal de los Urales y la Universidad Técnica Estatal de los Urales.

## Historia
La Universidad del Ural es la universidad más antigua en la región de los Urales. Se fundó en la ciudad de Ekaterimburgo en 1920 por el decreto del jefe del gobierno revolucionario soviético Vladimir Lenin. Sin embargo, la universidad recién nacida sufrió una serie de cambios debido a la falta de recursos en circunstancias tales como la revolución y la guerra civil. Por último, se llevó a cabo una división universitaria en dos: la Universidad Estatal de los Urales (USU), una universidad más pequeña responsable de la educación en ciencias naturales, ciencias sociales y humanidades; y la Universidad Técnica Estatal de los Urales (UPI), una más grande que se ha centrado en la formación de ingenieros en áreas tales como la metalurgia, construcción de maquinaria, ingeniería civil y energética. Al mismo tiempo, la UPI desarrolló nuevas y avanzadas direcciones educativas, como en energética nuclear y medicina, química orgánica, síntesis y telecomunicaciones.
A pesar de tal partición, ambas universidades estaban conectadas herméticamente entre sí, así como con los socios de la economía industrial de la región. Debido a esto Ekaterimburgo se había convertido en una de las ciudades universitarias más grandes de Rusia. Desde el año 2008, cuando se puso en marcha una reforma masiva del sistema universitario ruso, las universidades ya firmemente conectados en diferentes ciudades del país alcanzaron la categoría especial federal y fondos adicionales. Se fundaron universidades federales en Rostov-na-Donu, Krasnoyarsk, Kazán, Archangelsk, Yakutsk, Kaliningrado, Vladivostok y Ekaterinburgo. Estas universidades federales son los líderes del actual sistema educativo ruso. El proceso de fusión de la UPI y la USU resultó en la Universidad Federal de los Urales (UrFU).
La construcción del campus universitario se inició en la década de 1940 y hoy ocupa un área especial dentro de Vtuzgorodok (literalmente "Ciudad de la Universidad Politécnica"). Dentro de los 90 años de su historia, la Universidad del Ural ha tenido más de 270.000 graduados, muchos de los cuales se convirtieron en exitosos investigadores, personajes de la cultura o la política. Uno de los graduados más famosos de la universidad es el primer presidente de Rusia, Boris Yeltsin, cuyo nombre lleva hoy en día la universidad.

## Institutos y Facultades
- Escuela de Graduados de Economía y Gestión
- Instituto de Educación Técnico-Militar y de Seguridad
- Instituto de Humanidades y Artes
- Instituto de Educación Física, Deporte y Política de Juventud
- Instituto de Materiales y Metalurgia
- Instituto de Ingeniería Mecánica
- Instituto de Electrónica de Radio y Tecnología de la Información
- Instituto de Ingeniería Civil
- Instituto de Energía de los Urales
- Instituto de Matemáticas y Ciencias de la Computación
- Instituto de Ciencias Naturales
- Instituto de Tecnología Química
- Instituto de Tecnología de Información de la Educación
- Instituto de Física y Tecnología
- Instituto de Educación Fundamental
- Instituto de Ciencias Políticas y Sociales
- Instituto de Gestión Pública y Empresarial
- Instituto para la Formación continua, Educación y formación
- Facultad de formación y readaptación profesional de los docentes
- Departamento de aprendizaje acelerado